# الشيوعية في الفلبين
ظهرت الشيوعية في الفلبين في النصف الأول من القرن العشرين خلال الحقبة الاستعمارية الأمريكية في الفلبين. نشأت الحركات الشيوعية في النقابات العمالية ومجموعات الفلاحين. مرت الحركة الشيوعية بفترات متعددة من الشعبية والارتباط بالشؤون الوطنية للبلاد، أبرزها خلال الحرب العالمية الثانية وحقبة الحكم العرفي في الفلبين. الحركة الشيوعية سريةٌ حاليًا، إذ تعتبرها القوات المسلحة الفلبينية حركةً متمردة.
بدأت الحركة الشيوعية رسميًا في الفلبين في عام 1930 بتأسيس الحزب الشيوعي الفلبيني. حُظر الحزب في عام 1932 بقرار من المحكمة العليا، ولكن أُضفيت الشرعية عليه عمليًا في عام 1938. خلال الحرب العالمية الثانية لعب الحزب الشيوعي الفلبيني دورًا في حرب العصابات ضد قوات الاحتلال اليابانية عن طريق جيش الأمة ضد اليابانيين (هوكبالاهاب). اتخذ الحزب الشيوعي الفلبيني موقفًا أكثر اعتدالًا، إذ دعم جهود إدارة أوسمينا في الإصلاح الاجتماعي، قبل أن يلتزم التزامًا كاملًا بدعم الكفاح المسلح للهوك. في نهاية المطاف، أحبطت جهود الحكومة بقيادة إلبيديو كويرينو ورامون ماجسايساي التمردَ، وتُوِّجت باستسلام زعيم الهوك، لويس تاروك، في عام 1954. حظرت الحكومةُ الحزبَ الشيوعي الفلبيني مرة أخرى رسميًا، هذه المرة بموجب قانون الجمهورية 1700، أو قانون مكافحة التخريب. في هذه الأثناء، حوّل الحزب الشيوعي الفلبيني تركيزه من الكفاح المسلح إلى الصراع البرلماني. وقعت اعتقالات كبيرة خلال هذه الفترة، كان أكبرها اعتقال الأمين العام للحزب الشيوعي الفلبيني، جيسوس لافا، في عام 1964.
في عام 1968، أسّس أمادو غيريرو (الاسم المستعار لخوسيه ماريا سيسون) حزبًا شيوعيًا جديدًا في الفلبين. تشكّل ذراعه العسكري، الجيش الشعبي الجديد، في العام التالي وترأسه القائد دانتي (الاسم المستعار لبيرنابي بوسكينو). انشق فكر ماو تسي تونغ من الحزب الشيوعي الفلبيني الجديد عن الحزب الشيوعي الفلبيني القديم، إذ اصطدم به أيديولوجيًا، عاكسًا الانقسام الصيني السوفييتي. حارب الحزب الشيوعي الفلبيني والجيش الشعبي الجديد الحكومة الفلبينية خلال فترة ماركوس الديكتاتورية. في عام 1972، في بداية الحكم العرفي، اعتُقل سيسون وحُكم عليه بالسجن لمدة 10 سنوات. وهو في المنفى منذ ذلك الحين.

## البدايات

### النقابات العمالية والتأثير المبكر
تشير الوثائق الشيوعية، كالتاريخ الرسمي للحزب الشيوعي الفلبيني كما كتبه خوسيه لافا، إلى أندريس بونيفاسيو باعتباره مصدر إلهام مباشرًا للثورة الشيوعية، وبالتالي تصوير الحركة الشيوعية على أنها استمرار «للثورة غير المكتملة» التي بدأها الكاتيبونان. تدعي المصادر أنه يمكن اعتبار إيزابيلو دي لوس رييس من أوائل قادة العمال الفلبينيين. أسّس دي لوس رييس اتحاد العمال الديمقراطي الذي يُعدّ أول اتحاد عمالي حديث في البلاد. تأثّر بفرانسيسك فيرير، وهو نقابي أناركي التقى به أثناء إقامته في سجن مونتجويك في برشلونة، إسبانيا. في عام 1901، جلب دي لوس رييس إلى الفلبين ما يمكن اعتباره المجموعة الأولى من الأدب الاشتراكي، والتي تألفت من كتابات برودون وباكونين ومالاتيستا وغيرهم من اليساريين في تلك الفترة.
من النقابات العمالية انبثقت أوائل المجموعات الاشتراكية والشيوعية. كانت أول نقابة عمالية معروفة في الفلبين هي اتحاد الطباعين على الحجر والطباعين الفلبينيين الذي ترأسه هيرمينجيلدو كروز وتشكّل عام 1902. في نفس العام، قصد عمال الطباعة الحجرية من دار نشر كارميلو وباورمان دي لوس رييس لطلب المشورة. أسّس كل من كروز ودي لوس رييس اتحاد العمال الديمقراطي، إلى جانب صحيفته الرسمية، لا ريدينسيون ديل أوبريرو. بعد ثلاثة أشهر ترأّس اتحادَ العمال الديمقراطي الطبيبُ خوسيه ماريا دومينادور غوميز، الذي غيّر اسمه إلى اتحاد العمال الديمقراطي في الفلبين. في 1 مايو 1903، قاد غوميز والاتحاد مظاهرة عمالية إلى قصر مالاكانانغ، بمناسبة الاحتفال الأول بعيد العمال في الفلبين. اعتُقل غوميز بحلول نهاية الشهر، ولكن المحكمة العليا برّأته في نهاية المطاف. استقال من رئاسة اتحاد العمال الديمقراطي في الفلبين بعد فترة وجيزة، ثم تفكك الاتحاد.
مع انحلال اتحاد العمال الديمقراطي في الفلبين، تأسّس اتحاد عمال جديد يُعرف باسم اتحاد العمل الفلبيني في أكتوبر 1903. أصبح لوبي ك. سانتوس أول رئيس له. تشكّل اتحاد العمل الفلبيني بمساعدة إدوارد روزنبرغ، وهو مفوض خاص أرسله اتحاد العمال الأمريكي في محاولة من الحكومة الاستعمارية لتوجيه العمل المنظم على مسارات أقل إثارة للجدل. خلال هذا الوقت، قدّم سانتوس وهيرمينجيلدو كروز دروسًا مسائية في ما كان يُعرف باسم «مدرسة الاشتراكية» في كيابو. شمل طلاب هذه الفصول كريسانتو إيفانجليستا، من بين آخرين. ومع ذلك، ظهر اتحاد العمال الديمقراطي في الفلبين مرة أخرى في عام 1908، نتيجة عدم الرضا عن سياسات اتحاد العمل الفلبيني المعتدلة والسياسة الحزبية.
في عام 1908، أعاد هيرمينجيلدو كروز تنظيم نقابة الطبّاعين والطبّاعين على الحجر والمجلّدين في اتحاد الطبّاعين في الفلبين، إلى جانب أربعة من طلابه السابقين في مدرسة الاشتراكية: آرتورو سريانو وميلانيو دي جيسوس وفيليبي ميندوزا وكريسانتو إيفانجليستا. أصبح إيفانجيليستا أحد القادة النقابيين الرائدين في ذلك الوقت، بعد أن كان أولًا في اتحاد العمال الديمقراطي واتحاد العمال الديمقراطي في الفلبين. وبالمقارنة مع الاتحادين السابقين، اللذين كانا اتحادين قوميين في طبيعتها، كان اتحاد الطبّاعين في الفلبين أكثر اشتراكية، واعتمد شعار: «يجب أن يتحقق تحرير العمال على يد العمال أنفسهم».
في 1 مايو 1913، تأسّس كونغرس العمال الفلبيني، وكان كروز أول رئيس له. انحل كل من اتحاد العمال الديمقراطي في الفلبين واتحاد العمل الفلبيني، وأصبح كونغرس العمال الفلبيني مركز العمال الرئيسي في البلاد حتى عام 1929. نظّم كونغرس العمال الفلبيني أيضًا صحيفته، تامبولي. حلّ الصحفي فرانسيسكو فارونا محلّ كروز بعد بضع سنوات. عمل كونغرس العمال الفلبيني بنصيحة اتحاد العمال الأمريكي بأن السياسة يجب استبعادها من شؤون العمال، واتّخذ موقفًا محايدًا سياسيًا.

### الحركات الريفية في وسط لوزون
اكتسبت الحركة العمالية زخمًا في المركز الحضري لمانيلا، في حين تشكّلت مجموعات فلاحية أخرى في الريف كان معظمها في وسط لوزون، وركزت على عقيدة الألفية أكثر من العمل المنظم. في مطلع القرن العشرين، نظّمت جمعيات مثل غارديا دي أنور في بانغاسينان وسانتا إيغليسيا في وسط لوزون، حشودًا من الفلاحين تحت ذريعة دينية والوعد بإحداث انقلاب كبير في المجتمع. استلهمت هذه المجموعات أيضًا من روح الكاتيبونان، ومفهوم الفلاحين عن الحرية المتمثّل في التحرر من مالكي الأراضي والمزارع، وفي نهاية المطاف امتلاك أراضيهم الخاصة بهم. شجعت الحكومة الاستعمارية أيضًا مفهوم «مالك الفلاحين»، مشيرة إلى أن المشكلة المركزية التي يجب أن تعالجها السياسة الزراعية الأمريكية هي انحصار الأرض والسلطة في أيدي الأتوقراطيين المحليين.